# Les Chroniques des Crépusculaires
Les Chroniques des Crépusculaires est un roman de fantasy, écrit par l'écrivain français Mathieu Gaborit et paru en 1995-1996 sous la forme d'une trilogie avant d'être réuni en intégrale en 1999. Il s'agit de son premier roman publié.

## Résumé

### Souffre-Jour
Les Chroniques des Crépusculaires relate l'initiation d'un jeune héritier d'une famille noble, Agone, fils du baron de Rochronde, au royaume d'Urguemand. À la mort de son père, Agone ne souhaite pas hériter du titre de baron, car il s'est voué à l'Itinérance, un ordre de professeurs qui éduque les paysans. Mais le testament de son père l'oblige à aller passer au moins six jours en formation au collège du Souffre-Jour, une école de haut niveau qui forme des éminences grises destinées à conseiller voire à manipuler les puissants d'Urguemand et des autres Royaumes crépusculaires. De mauvaise grâce, Agone est accompagné jusqu'à l'entrée du Souffre-Jour par le farfadet Lershwin. Il découvre alors le Souffre-Jour, isolé du reste des Royaumes par la puissante magie des saisons. Les bâtiments du collège sont tous traversés par les branches d'arbres étranges, ayant l'apparence d'arbres morts, qui génèrent de l'ombre. Agone fait peu à peu la connaissance des professeurs du collège, mais doit rapidement se protéger contre les brimades des autres élèves que son refus d'entrer au collège a mis en colère. Accueilli par le professeur Hurlanc et sa conseillère, une fée noire nommée Amertine, Agone découvre la magie de l'Accord fondée sur la musique et le savoir étrange des fées noires qui savent accoucher les âmes du métal ou de la pierre. Hurlanc et Amertine fabriquent pour Agone une rapière donnée d'une âme, Pénombre. Au fil des jours, Agone s'intéresse au Principal du collège, un enfant nommé Diurne, qui semble inaccessible, gardé par le conseil des Psycholunes. La simple présence d'Agone entraîne une chaîne d'événements qui aboutissent à la chute du Souffre-Jour et au massacre de ses élèves et de ses professeurs. Agone se rend alors compte qu'il a été manipulé par Lershwin, qui fomente un complot à grande échelle pour provoquer la chute des mages dans les Royaumes.

### Les Danseurs de Lorgol
Après la destruction du Souffre-Jour, Agone, qui a pu sauver Amertine, rejoint la ville de Lorgol, où il poursuit son initiation à la magie par la musique et par la manipulation des Danseurs, de petites créatures humanoïdes que les magiciens utilisent pour lancer leurs sortilèges. Tout en poursuivant ses études pour mieux maîtriser les différentes formes de magie, Agone trouve du travail comme gardien dans une auberge, L'Étincelle, tenue par Eyidhiaze, une puissante magicienne capable de chorégraphier ses sorts avec plusieurs Danseurs. Agone met à profit ce travail pour se renseigner sur les faits et gestes des magiciens. Il est ainsi confronté au mage Orchal, un Obscurantiste dont la magie est fondée sur des tortures infligées aux Danseurs. Il retrouve la trace de Lershwin et tente de percer à jour son complot pour l'empêcher de le mettre à exécution. Cependant, Agone est traqué par les Psycholunes qui ont survécu à la mort de Diurne et le jugent coupable de la mort du Principal. Agone parvient à percer à jour le plan de Lershwin : désireux de donner la magie au peuple pour qu'elle ne soit plus réservée à une élite, le farfadet a mis au point un piège complexe destiné à massacrer les meilleurs mages des Royaumes. Agone s'inquiète entre autres des conséquences que cela pourrait avoir sur la vie des Danseurs dont le commerce et la manipulation ne seraient plus réglementé. Avec l'aide d'Amertine, de son ami d'enfance Arbassin et de plusieurs autres, Agone prépare à son tour un plan impliquant la magie d'Amertine, qui accouche les âmes des gargouilles sur un bâtiment proche du lieu prévu pour la réunion des mages et le guet-apens de Lershwin. Agone parvient ainsi à faire échouer la machination de Lershwin, mais de nombreux mages parmi les meilleurs des Royaumes y laissent malgré tout la vie.

### Agone
La guerre se prépare entre Urguemand et plusieurs des Royaumes voisins. Victime d'une entente entre plusieurs de ses adversaires, Urguemand subit une invasion concertée de la Janrénie, de la Province liturgique et de Keshe. Le Premier Baron est trop jeune et affaibli pour faire face à la guerre. Dans cette situation chaotique, Agone rassemble ses soutiens, quitte Lorgol et part en quête d'alliés. Mais il est rattrapé par les Psycholunes, qui lui plantent dans les doigts des épines issus des arbres du Souffre-Jour, ce qui le condamne à terme à ne plus pouvoir supporter la lumière du jour et l'oblige à revoir entièrement sa conception de l'Accord et de l'Emprise. Agone doit se rapprocher de son ancien ennemi, Orchal l'Obscurantiste, dont il redoute pourtant l'ambition, mais qu'il parvient à tenir en respect grâce aux gargouilles accouchées par Amertine. Ils croisent alors la route d'une mystérieuse caravane dont Agone prend la tête. Réconcilié avec son passé, Agone réendosse son titre d'héritier de Rochronde et rejoint sa baronnie natale pour en expulser son demi-frère Mésume, qui s'est avéré incapable de l'administrer et a brutalisé la sœur d'Agone, Ewelf. Ayant convaincu les chevaliers de son père de lui accorder leur confiance, Agone quitte son domaine pour se réfugier dans l'église abandonnée d'Adelguêne, à demi-noyée dans des marécages. De là, il envoie messagers et espions rallier à sa cause lutins, farfadets, satyres et autres peuples liés aux saisons pour s'assurer leur aide dans la résistance contre l'invasion. Lorsqu'Adelguêne est assiégée par les Liturges et leurs guerriers fanatisés, Agone subit de lourdes pertes et doit à nouveau fuir. Il découvre peu à peu les vrais organisateurs de l'invasion : trois mages obscurantistes résolus à gouverner les Royaumes en manipulant les chefs de guerre dont ils comptent faire des souverains fantoches. À force de recherches et de manœuvres, Agone et ses alliés parviennent à localiser la tour où résident les mages, en plein cœur de Lorgol.

## Histoire éditoriale
À l'origine il s'agit d'une trilogie publiée chez les éditions Mnémos, dans la collection Légendaire. Les Crépusculaires est composée de Souffre-Jour (1995), Les Danseurs de Lorgol (1996) et Agone (1996).
Les Chroniques des Crépusculaires est une édition intégrale, révisée et augmentée des Crépusculaires. Cette nouvelle version a été publiée pour la première fois en 1999 par la même maison d'édition dans la collection Icares, puis en livre de poche par J'ai lu en 2002. Elle a également été publiée en 2007 avec un autre roman de l'auteur, Abyme, dans Les Royaumes crépusculaires : L'intégrale.

## Adaptation en jeu de rôle
Les Chroniques des Crépusculaires ont fait l'objet d'une adaptation en jeu de rôle, Agone, éditée par Multisim en 1999 et suivie de nombreux suppléments. Le jeu s'inspire également d’Abyme, du même auteur (paru d'abord sous la forme d'un diptyque, Aux Ombres d’Abyme en 1996 et La Romance du démiurge en 1997, puis réédité en un seul tome), qui décrit une cité habitée par plusieurs peuples fantastiques et où évoluent des sorciers. L'univers du jeu, baptisé l'Harmonde, intègre les contenus de ces deux suites romanesques. L'adaptation est réalisée avec la participation de Mathieu Gaborit et étoffe encore l'univers des livres.